# Inspectie van de Waterstaat
Inspectie van de Waterstaat was van 1817 tot 1930 een managementlaag tussen de hoogste leiding van de Nederlandse  (Rijks)Waterstaat en de regionalen eenheden de districten (na 1903 de directies). De inspecteurs hadden ieder een aantal districten onder zich. De inspecties hielden op te bestaan toen in 1930 de functie directeur-generaal werd ingesteld, ondersteund door de Directie van de Waterstaat (DW).
De Inspectie van de Waterstaat moet niet verward worden met de in 2001 ingestelde Inspectie Verkeer en Waterstaat, ingesteld om van buiten de uitvoeringsorganisaties van het ministerie de uitvoering van het beleid te toetsen.

## Geschiedenis van de organisatie
De Inspectie van de Waterstaat is op 1 januari 1817 ontstaan, toen de Waterstaat voor het eerst tijdens het Verenigd Koninkrijk der Nederlanden werd ingericht. De toenmalige organisatie voor de Noordelijke en de Zuidelijke Nederlanden telde vier inspecties.  Aan het hoofd van de gehele organisatie stond een inspecteur-generaal. Uit de organisatie tijdens de Franse tijd waren echter twee inspecteurs-generaal over gekomen (Jan Blanken en Adrianus Goudriaan). Omdat men geen keuze wilde maken tussen deze twee kregen ze gezamenlijk de topfunctie maar moesten ook tegelijkertijd ieder een van de inspecteursfuncties waarnemen.
Na de Belgische Revolutie vervielen twee van de vier inspecties. Een van de Belgische inspecteurs, J.B. Vifquain, zette vervolgens in België een waterstaatsdienst op, die de Dienst voor Bruggen en Wegen ging heten.
Gedurende een paar perioden was de functie van de hoogste baas van de (Rijks)Waterstaat vacant of zelfs opgeheven. Gedurende die perioden waren de inspecteurs gezamenlijk de feitelijk hoogste leiding. Na 1858 werd deze hoogste leiding opnieuw ingesteld en werd een hoofdinspecteur de chef van de hele organisatie en tevens van de Inspecteurs.
In 1903 werd de naamgeving van de rangen gewijzigd (Inspecteurs werden inspecteur-generaal) maar de organisatie veranderde niet wezenlijk.
De laatste tien jaren figureerde er nog een derde inspecteur-generaal (in algemene dienst), die als primus inter paris het werk van de andere twee moest coördineren zonder feitelijk de hoogste baas te zijn.